# 三興コロイド化学
三興コロイド化学株式会社（さんこうころいどかがく）は、日本の化学薬品メーカー。

## 概要
1968年10月1日、三興コロイド合資会社として創立。現在地に工場を建設し、繊維関連製品である染色助剤、繊維油剤、繊維仕上げ剤等を製造販売する。
1970年、コンクリート混和剤、エアーモルタル用起泡剤等の土木薬剤に進出し、現在は土木薬剤のうちの薬液注入剤（グラウト剤）を主製品としている。これらの製品は上下水道、地下鉄、道路等の建設に使用されている。販売先は日本国内全域及び東南アジア圏を対象としている。1998年、ISO 9001認証取得。

## その他
『昭和55年版 東海四県下収録 - 高額所得確定申告者名簿』に三興コロイド化学社長の池田猛（愛知県津島市良王町1丁目）が掲載されている。